# Prêmio Olímpico de Alpinismo
O Prêmio Olímpico de Alpinismo foi uma honraria concedida em forma de medalha pelo Comitê Olímpico Internacional para feitos notáveis de alpinismo realizados fora do período de disputa dos Jogos Olímpicos. O prêmio foi concedido pela primeira vez em 1924, durante a cerimônia de encerramento dos primeiros Jogos Olímpicos de Inverno de 1924, em Chamonix. Os prêmios subsequentes em 1932 e 1936 foram concedidos nos Jogos Olímpicos de Verão.
Em setembro de 1946, o COI parou de conceder esse prêmio. No entanto, Reinhold Messner e Jerzy Kukuczka foram premiados com medalhas de prata nos Jogos de Inverno de Calgary de 1988 por alcançar com sucesso cada um dos 14 picos de 8.000 metros.

## Ganhadores
- 1924: concedido aos participantes da expedição britânica ao Monte Everest em 1922 liderada pelo General Bruce[3]. O prêmio incluía medalhas póstumas para sete sherpas que morreram em uma avalanche.
- 1932: os irmãos alemães Franz e Tony Schmidt receberam o Prêmio Olímpico de Alpinismo por sua "primeira escalada pela Face Norte do Matterhorn".
- 1936: o prêmio foi concedido a Gunter e Hettie Dyhrenfurth, da Suíça, por sua exploração do Himalaia.
- 1988ː Reinhold Messner e Jerzy Kukuczka, por alcançar com sucesso cada um dos 14 picos de 8.000 metros.